# Holly Hofmann
Holly Hofmann (* 20. April 1956 in Painesville, Ohio) ist eine US-amerikanische Flötistin des Modern Jazz.

## Leben
Hofmann begann mit fünf Jahren Flöte zu spielen; ihr Vater war Jazzamateur. Schon früh spielte sie mit ihrem Vater Jazzstandards, erhielt aber ab dem siebten Lebensjahr eine klassische Ausbildung und besuchte die Interlochen Arts Academy in Michigan. Anschließend studierte sie Musik am Cleveland Institute of Music (Bachelor) und der University of Northern Colorado (Master); daneben hatte sie in New York Unterricht bei Frank Wess und Slide Hampton. Nach ihrem Umzug nach San Diego 1984 wurde sie professionelle Jazzmusikerin und arbeitete seitdem u. a. mit Bud Shank, James Moody und Mundell Lowe. 1989 legte sie das Debütalbum Further Adventures (Capri) vor, bei dem Mike Wofford, mit dem sie seit 2000 verheiratet ist, sowie Bob Magnusson und Sherman Ferguson mitwirkten. Seitdem spielt sie mit eigenen Formationen im Raum San Diego, geht aber auch international auf Tournee. Mehrfach war sie mit der Combo von Ray Brown in Europa. 2011 war sie die musikalische Leiterin des Festivals Jazz at Newport. 2017 arbeitete sie auch mit der Ira B. Liss Big Band Jazz Machine.
2014 gewann sie den Down Beat Kritiker-Poll in der Rising Star Kategorie Flöte.

## Diskographie
- Take Note! (Capri, 1988, ed. 1990)
- Duo Personality (Jazz Alliance, 1992, mit Mike Wofford, Mundell Lowe, Bob Magnusson und Ron Satterfield)
- Just Duet, Vol. 2 (Azica, 2003, mit Bill Cunliffe)
- Minor Miracle (Capri, 2003, mit Mike Wofford, Peter Washington und Victor Lewis
- Flutology First Date (Capri, 2003) mit Frank Wess, Ali Ryerson, Mike Wofford, Peter Washington, Ben Riley)[4]
- Live at Athenaeum Jazz, Vol. 2 (Capri, 2006, mit Mike Wofford)
- Three's Company (Capri, 2010, mit Bill Cunliffe, Terell Stafford und Regina Carter)[5]
- Low Life: the Alto Flute Project (Capri, 2014, mit Mike Wofford, Anthony Wilson, John Clayton, Jeff Hamilton)